# Michel Demuth
Pour les articles homonymes, voir Demuth.
Michel Demuth, né le 17 juillet 1939 à Lyon et mort le 30 septembre 2006 à Paris, est écrivain, traducteur et éditeur de science-fiction français, plus spécialement de space opera. 
Il a également publié sous le pseudonyme de Jean-Michel Ferrer.

## Biographie
Michel Demuth publie pour la première fois en 1958.
De 1958 à 1968, il écrit des romans et des nouvelles de science-fiction. Par la suite, il s'oriente vers l'activité éditoriale. Il est aussi connu pour sa traduction de plusieurs romans du cycle de Dune.
En 1970, il succède à Alain Dorémieux au poste de rédacteur en chef des revues Alfred Hitchcock magazine et Galaxie, qu'il occupe respectivement jusqu'en 1972 et 1977.
De 1972 à 1977, il est également directeur de la collection Anti-mondes aux éditions OPTA. Puis, de 1977 à 1981, il dirige avec Jean-Baptiste Baronian la première collection de science-fiction au Livre de poche.
Il obtient le Grand Prix de la science-fiction française en 1977 pour son cycle de nouvelles Les Galaxiales dans la section « roman francophone », puis de nouveau en 2023 dans la section « prix spécial » lors de la parution du recueil Les Galaxiales - L'Intégrale. 
Il meurt le 30 septembre 2006 dans le 18e arrondissement de Paris. À titre posthume, il obtient le prix du Lundi 2007 de la nouvelle pour l'ensemble du recueil que lui a consacré la revue Lunatique (numéro spécial paru en juin 2007).

## Œuvres (sélection)

### Romans
- Les Années métalliques, J'ai lu, coll. « SF » no 1317, 1977  (ISBN 2-277-21317-9)
- La Clé des étoiles, Le Masque, coll. « Le Masque Science-fiction » no 59, 1977  (ISBN 2-7024-0605-X)

### Recueil de nouvelles
- Les Galaxiales, tome 1, J'ai lu, coll. « SF » no 693, 1976
- Les Galaxiales, tome 2, J'ai lu, coll. « SF », no 996, 1979  (ISBN 2-277-11996-2)
- Les Galaxiales, l'intégrale, Le Bélial', coll. « Kvasar », 2022  (ISBN 978-2-38163-067-0)

### Nouvelles traduites en français
- Nocturne pour démons, 1964
- The Fullerton Incident, Mnémos, 2003dans Icares 2004, anthologie composée par Richard Comballot
- À l'est du Cygne, Le Bélial', 2010  (ISBN 978-2-84344-101-1)
- Sur le monde penché… (1975)
- Sigmaringen (1981)

### Bande dessinée
- La Saga d'Elric le nécromancien, avec Philippe Druillet, Pellucidar, 1971.
- Yragaël ou la Fin des temps, avec Philippe Druillet, Dargaud, coll. « Histoires fantastiques », 1974.

### Anthologies
- Androïdes, robots et machines folles, OPTA, 1974
- Apothéoses, apocalypses et retours à zéro, OPTA, 1975
- Batailles à venir, soldats de la fin des temps, OPTA, 1977
- Bébés-surprises et drôles de bestioles, OPTA, 1975
- Catastrophes, Omnibus, 2005
- Ceux d'ailleurs, OPTA, 1974
- Enfers et paradis de l'espace, OPTA, 1973
- Gadgets aimables et trucs épouvantables, OPTA, 1974
- Toxicofuturis, OPTA, 1977
- Le Livre d'Or de la science-fiction : Robert Sheckley, Pocket, 1980
- Phares stellaires et sillages atomiques, OPTA, 1977
- Rires cosmiques, gargouillis galactiques et futurs désopilants, OPTA, 1976
- Rois étranges et dictateurs fous de l'avenir, OPTA, 1975
- Soleils d'ailleurs et lunes de mort, OPTA, 1975
- Surhommes, télépathes et suresprits, OPTA, 1976
- Trésors et pièges du temps, OPTA, 1974
- Tu brûles !, Pocket, 1990
- Ultra-dimensions et univers inversés, OPTA, 1976
- Us et coutumes d'après-demain, OPTA, 1975
- Voyageurs de l'éternité et couloirs du temps, OPTA, 1977

## Traductions (sélection)
- Arthur Clarke (trad. Michel Demuth), 2001 : L'Odyssée de l'espace, Paris, J'ai lu, coll. « J'ai lu Science-fiction », 25 avril 2001 (1re éd. 1968) (ISBN 2-290-30814-5 et 978-2290308141).
- Frank Herbert (trad. de l'anglais par Michel Demuth), Dune, Paris, Robert Laffont, 1972 (réimpr. Pocket science-fiction, 1980), 348 p. [détail de l’édition] (ISBN 2-266-02665-8)[4].
- Frank Herbert (trad. Michel Demuth), Le Messie de Dune, Paris, Robert Laffont, coll. « Ailleurs et Demain » (no 15), 1972 (1re éd. Éditions Robert Laffont) [détail de l’édition] (ISBN 978-2-266-15548-9 et 2266155482).
- Robert Heinlein (trad. Michel Demuth), Étoiles, garde-à-vous, Paris, J'ai lu, 4 janvier 1999 (1re éd. 1974 (J'ai lu n° 562)) (ISBN 2-290-00562-2 et 978-2290005620).
- Frank Herbert (trad. de l'anglais par Michel Demuth), Les Enfants de Dune, Paris, Pocket, coll. « Pocket Science-fiction », 22 novembre 2012 (1re éd. 1978), 538 p. (ISBN 978-2-266-23582-2 et 2-266-23582-6).
- Kim Robinson (trad. de l'anglais), Mars la verte : roman, Paris, Presses de la Cite, 1995, 656 p. (ISBN 2-258-03930-4 et 978-2258039308).
- Brian Herbert et Kevin J. Anderson (trad. de l'anglais par Michel Demuth), La Maison des Atréides, Paris, Robert Laffont, coll. « Ailleurs et Demain », 4 mai 2000, 621 p. [détail de l’édition] (ISBN 2-221-08891-3 et 978-2221088913).
- Brian Herbert et Kevin J. Anderson (trad. de l'anglais par Michel Demuth), La Maison Harkonnen, Paris, Pocket, coll. « Science-fiction / fantasy », 21 octobre 2004, 796 p. (ISBN 978-2-266-12178-1 et 2266121782).
- Brian Herbert et Kevin J. Anderson (trad. de l'anglais par Michel Demuth), La Maison Corrino, Paris, Robert Laffont, coll. « Ailleurs et Demain », 18 février 2002, 644 p. [détail de l’édition] (ISBN 2-221-08991-X et 978-2221089910)
- Tracés du vertige, anthologie dirigée par Al Sarrantonio (en), Flammarion, 2004.
- Timothy Zahn (trad. de l'anglais par Michel Demuth), Star Wars, la trilogie de Timothy Zahn, Paris, Presses de la Cité, coll. « Omnibus », octobre 1995 (1re éd. 1995), 1066 p. (ISBN 2-258-04164-3).